# Narman
Narman est une ville et un district de la province d'Erzurum dans la région de l'Anatolie orientale en Turquie.